# ディクテオン洞窟

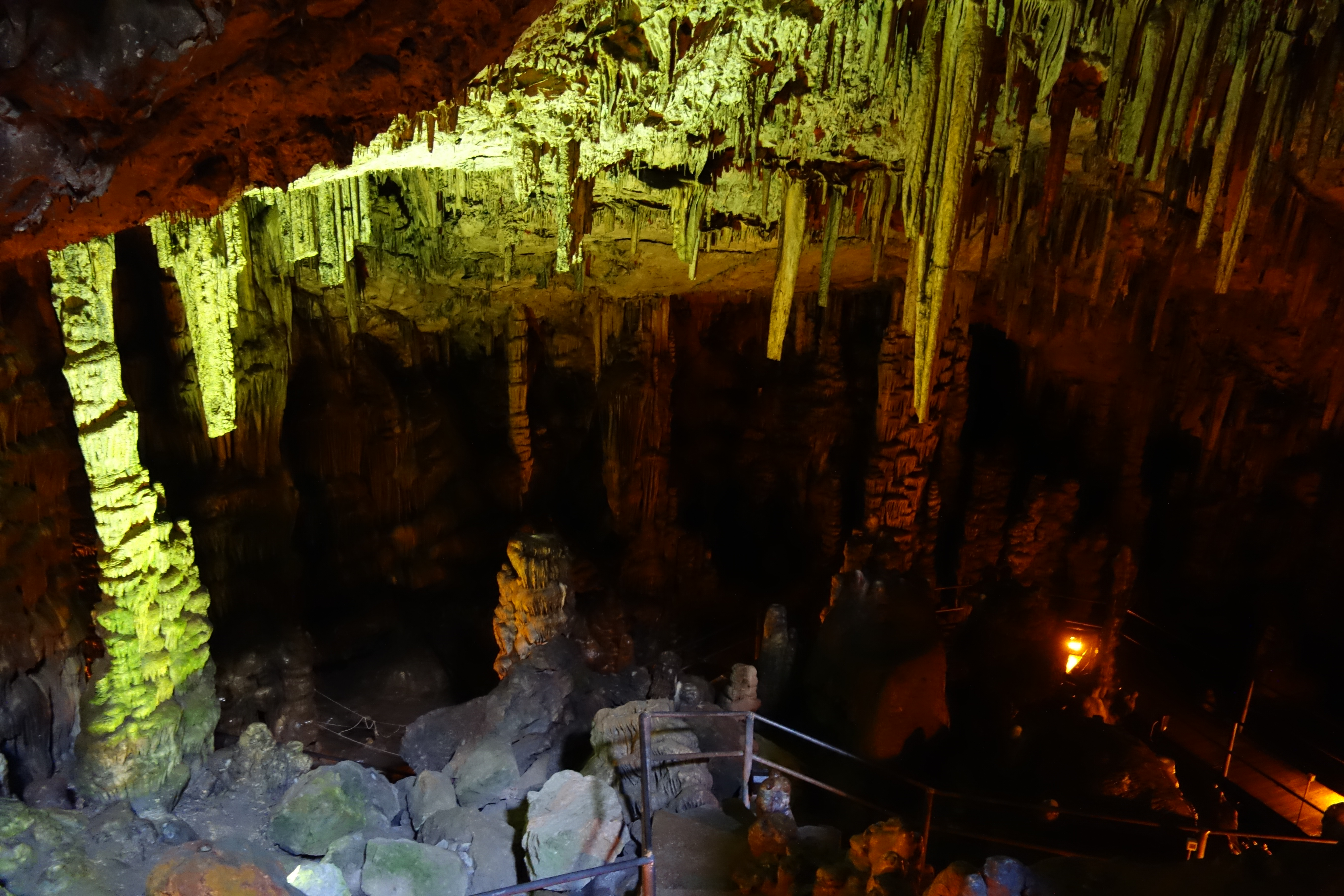
ディクテオン洞窟

ディクテオン洞窟（希: Δικταίο Άντρο）は、ギリシアのクレタ島ラシティ県のディクティ山脈北斜面海抜1025m付近にある、古代ミノア文明の神聖な洞窟である。その信仰はミノア文明滅亡後も古代ギリシアによって受け継がれた。ギリシア神話においては、ゼウスが生まれ育った洞窟としても有名である。

## 神話
ヘシオドスが『神統記』で語るところによれば、神々の王クロノスは「自らの子供に王位を簒奪される」という予言を恐れ、生まれてきた子を丸呑みにしていた。それに耐えかねた妻レアーは、末の子であるゼウスを護る為に、地母神ガイアと宇宙神ウラノスに相談した。ガイアとウラノスはゼウスを護ることを決め、レアーがクレタのリュクトスでゼウスを出産した後、アイガイオンの山中にある洞窟にゼウスを隠し、養い育てた。アマルテイアというニンフがゼウスに山羊の乳を与え育てたという伝承もある。成長したゼウスはクロノス率いるティーターンに宣戦布告し、全宇宙を崩壊させるほどの大戦を引き起こすことになる。
ディクテオン洞窟が発見された19世紀後半以降、この洞窟はゼウスの生まれ育った「アイガイオンの山中にある洞窟」と同一視された。クレタ島レティムノ県にあるイディ山にもゼウスの生誕地として伝えられる神聖な洞窟はあるが、ディクテオン洞窟の方が信仰が古く、クレタ島に住んでいたギリシア人たちはこちらの方を本流として扱っていた。

## 発掘

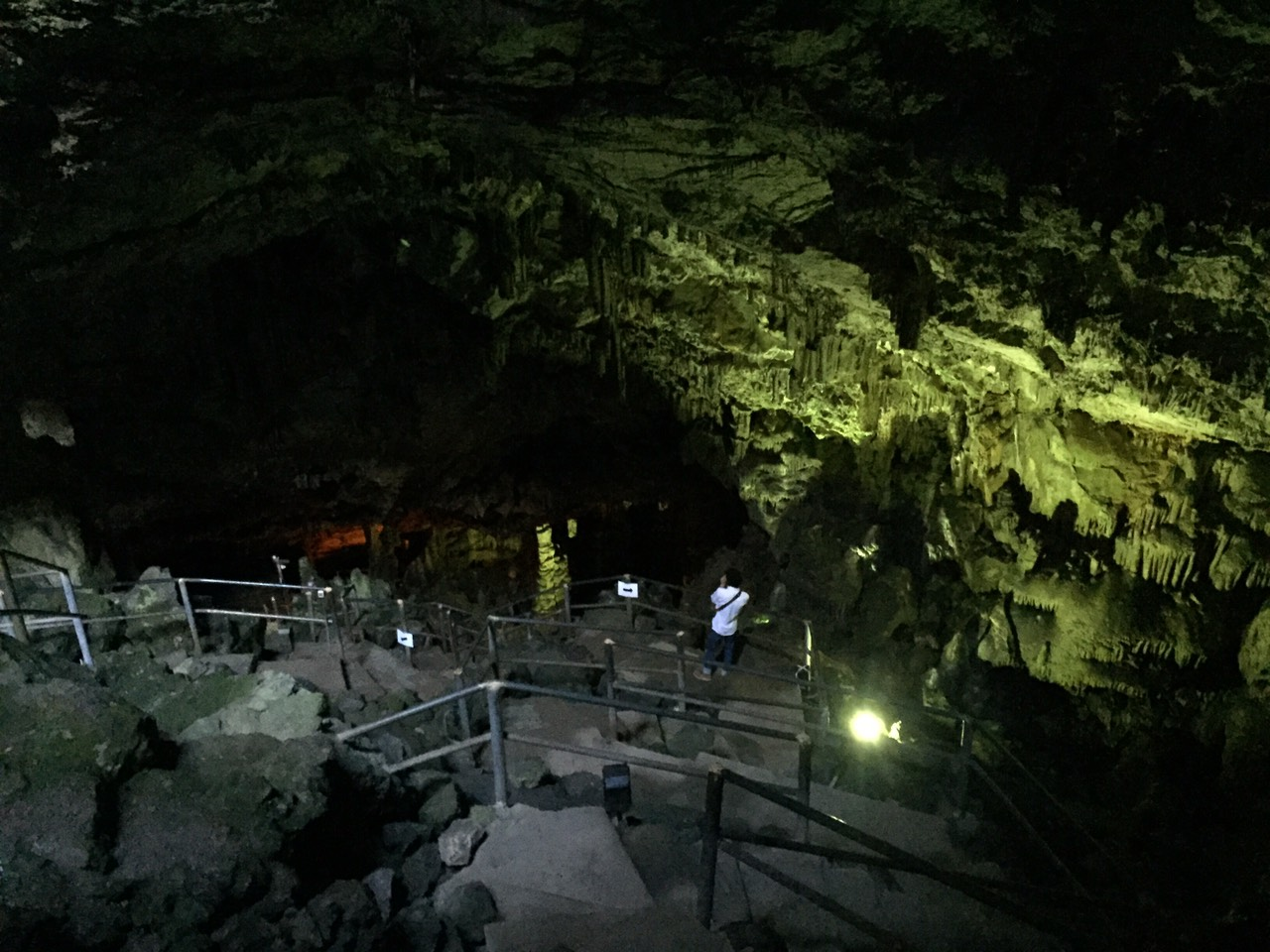
ディクテオン洞窟の上部

ディクテオン洞窟の歴史はミノア文明にまで遡り、洞窟内からはミノア中期（前1800年頃）からアルカイック期（前7世紀頃）までの出土品が発見されている。洞窟は上部と下部に分かれ、上部からは舗装されて囲まれた聖域や、崩れた祭壇、灰の層や骨、陶器、神酒を置くテーブル、食べ物を入れる容器などが発掘された。これらの存在により、ここで生け贄の儀式をしていたことが明らかとなった。主に雄牛、羊、山羊、鹿、猪などの動物が捧げられていた。

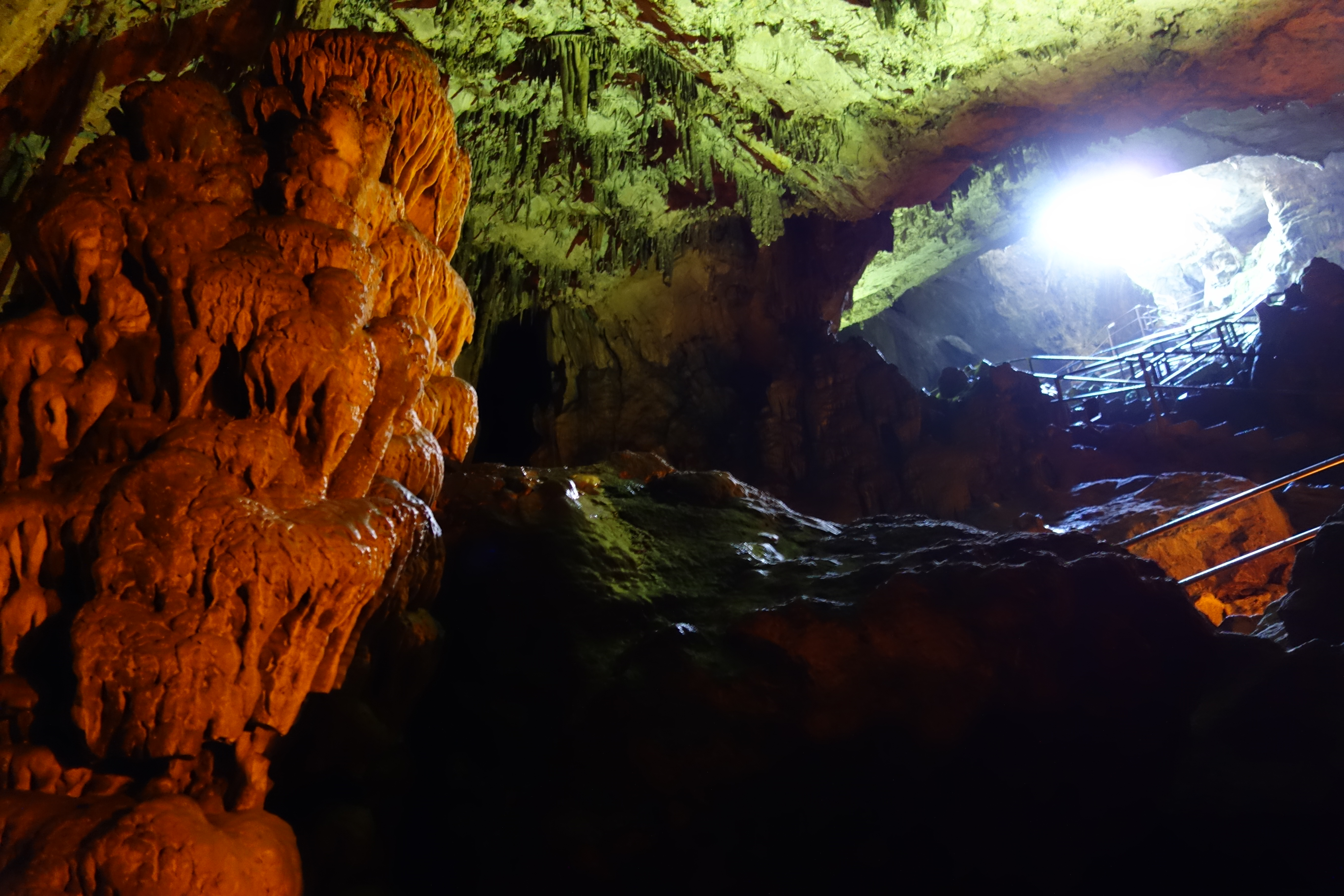
ディクテオン洞窟の下部

下部には壮大な鍾乳石と石筍があり、巡礼者たちの信仰の対象となった。その周辺からは青銅製の男性・女性像、青銅器、ナイフ、斧、剃刀、剣、印章、ブローチなどが多数発見されている。遠くの土地から参拝しにきた巡礼者の奉納品（青銅製の足。これは遠くから来たことを示している）も出土しており、どれほどこの洞窟が神聖なものであったかが分かる。
最新の発掘調査では、ディクテオン洞窟信仰はミノア初期（紀元前3000年頃）にまで遡るという結果が得られた。また、ミノア中期においては、この洞窟は神殿として機能しており、頻繁に祭儀や参拝が行われていた。